# Nomós Rethýmnis
Nomós Rethýmnis (engelska: Rethymno) var en prefektur i Grekland.  Den låg regionen Kreta, i den sydöstra delen av landet, 300 km söder om huvudstaden Aten. Antalet invånare var 86 532. Arean är 1 496 kvadratkilometer. Perfekturen ombildades 2011 till regiondelen Rethýmnis
Perfekturen var indelad i 12 kommuner medan regiondelen är indelad i fem kommuner.

- Dimos Agios Vasileios
- Dimos Amari
- Dimos Anogeia
- Dimos Mylopotamos
- Dimos Rethymno